# André Joseph Lemaire
André Joseph Lemaire était un général de division lors de la Révolution française, né le 6 mars 1738 à Cuincy (Nord) et décédé le 24 octobre 1802 à Dunkerque.

## Biographie

### Sous l'Ancien Régime
André Joseph Lemaire s'enrôle en tant qu'engagé volontaire en 1754 au régiment de Condé, au sein duquel il participe à la guerre de Sept Ans. Il quitte l'armée en 1770 avec le rang maître d'armes. Il reprendra du service en 1781 sur des bâtiments de la marine royale.

### La Révolution
Lors de la Révolution il devient capitaine de la milice de Dunkerque en 1789, il commande alors le 7e bataillon de la garde nationale de cette ville. Il est ensuite promu, en 1792, au rang de lieutenant-colonel en chef du 4e bataillon bis de volontaires du Nord dit bataillon de Bergues et de Dunkerque. Il est ensuite nommé général de brigade le 15 septembre 1793 puis général de division le 30 mars 1794. Il sert ensuite à l'armée du Danube sous les ordres de Jean-Baptiste Jourdan lors de l'invasion du sud de l'Allemagne en 1799. Il est placé à la retraite peu après le traité de Lunéville en 1801 et meurt en 1802.

## Famille
Il épouse le 15 novembre 1770 à Dunkerque Émilie Vanbergue, née vers 1742 à Estaires, décédée le 3 juillet 1805 à Dunkerque. Son fils Paul André Louis Lemaire (1768-1841) et son petit-fils Gustave Lemaire (1827-1894) seront plus tard maires de Dunkerque.

## États de service
- Engagé volontaire en 1754.
- Maître d'armes
- Il quitte l'armée en 1770
- il reprend du service en 1781 sur des bâtiments navals armés
- Capitaine de milice en 1789
- Capitaine 1792
- Lieutenant-colonel 1792
- Général de brigade en 1793
- Général de division en 1794
- Mis en retraite 1800

## Affectations
- Au régiment de Condé (1754)
- Commandant du 7e bataillon de la garde nationale de Dunkerque (1789)
- Commandant au volontaires nationaux de Dunkerque (1792)
- Armée du Danube, Sud de l'Allemagne (1799)
- Mis en retraite (1800).

## Hommages

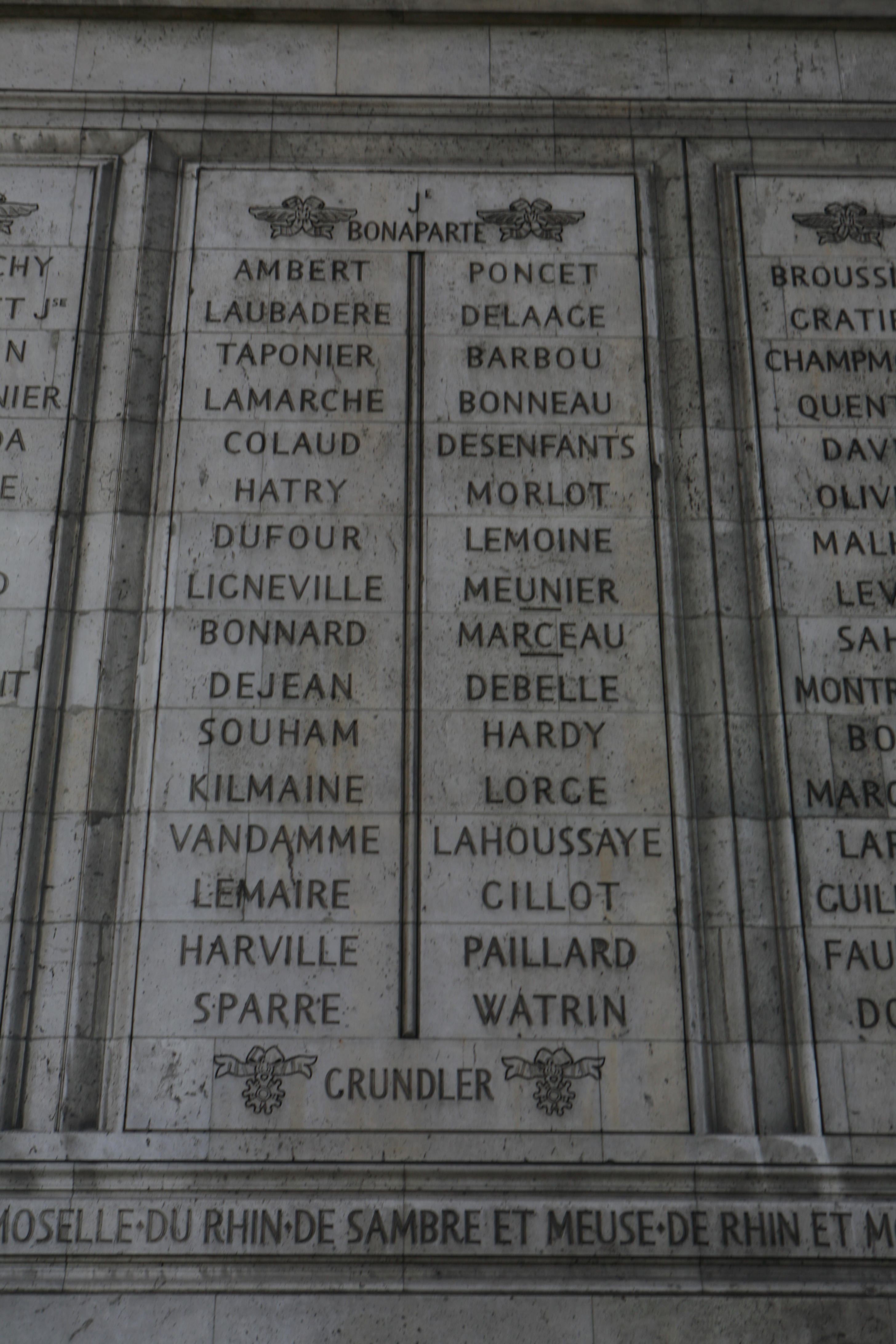
Noms gravés sous l'arc de triomphe de l'Étoile : pilier Nord, 5e et 6e colonnes.

- Son nom est gravé sur la 5e colonne de l'arc de triomphe de l'Étoile.

## Sources
- (en) Cet article est partiellement ou en totalité issu de l’article de Wikipédia en anglais intitulé « André Joseph Lemaire » (voir la liste des auteurs).